# Naji Shawkat
Il bey Muḥammad Nājī Shawkat (in arabo ناجي شوكت‎?; al-Kut, 1893 – Baghdad, 11 maggio 1980) è stato un politico iracheno, primo ministro del Regno dell'Iraq sotto Faysal I dal 3 novembre 1932 al 20 marzo 1933.

## Gioventù
Nato da una famiglia arabizzata di origini georgiane ad al-Kut, dove suo padre - Shevket Pascià Āl Rifʿat Bey - era governatore provinciale; ebbe tre fratelli: Sāʾib, Samī e Rifʿat. Mentre concludeva il suo percorso scolastico liceale a Baghdad, suo padre fu eletto deputato al parlamento iracheno del 1909, in tal modo ebbe la possibilità di proseguire gli studi nella facoltà di giurisprudenza di Istanbul.

## Servizio militare
Nājī Shawkat era assistente del procuratore generale della città irachena di al-Hilla quando scoppiò la prima guerra mondiale, avvenimento che decretò la fine della sua carriera di magistrato, perché il giovane raggiunse, col grado di ufficiale, i ranghi della riserva dell'esercito ottomano. Dopo due anni di servizio sul teatro vicino-orientale della I guerra mondiale in difesa dell'Iraq, Shawkat fu fatto prigioniero dall'avanzante esercito britannico nel marzo del 1917. Fu destinato quindi a un campo di prigionia indiano, dove, al pari di altri ufficiali arabi detenuti, gli fu offerta la scelta di riguadagnare la libertà in cambio della sua partecipazione alla rivolta araba, offerta che venne prontamente accettata.

## Premierato
Nel 1932 Shawkat fu chiamato dal re Faysal I per guidare una compagine ministeriale non partitica con la quale intendeva pacificare la tesa discussione politica scatenata nel Paese dal giugulatorio trattato anglo-iracheno del 1930, che aveva messo fine al mandato senza far conseguire un'autentica indipendenza al Paese. Per placare la forte opposizione ad esso e la campagna ostile al trattato in atto nell'Iraq, il governo di Shawkat impiegò circa cinque mesi, al termine dei quali egli fu nominato ambasciatore dell'Iraq ad Ankara per l'ottima conoscenza che aveva della Turchia e per la perfetta conoscenza della lingua turca.

Qui coltivò importanti relazioni coi circoli governativi turchi, sviluppando un intenso sentimento di ammirazione per le realizzazioni laiche della Turchia di Atatürk, che avevano sensibilmente modernizzato il Paese euro-asiatico.